# Organisation for the Maintenance of Supplies
Organisation for the Maintenance of Supplies (OMS) var en högerrörelse i Storbritannien grundad 1925 för att tillgodo se behovet av bland annat strejkbrytare i händelse av en generalstrejk. Under generalstrejken 1926 övertogs OMS av den brittiska staten och organisationens resurser användes för att service som bland annat transport och kommunikation skulle fortsätta fungera.

## Bildande och struktur
OMS bildades efter att flera genom The Times insändarsida krävt att det skulle bildas en frivilligorganisation som till sitt syfte vid händelse av en generalstrejk skulle kunna överta de strejkandes arbeten. Bland det konservativa etablissemanget fanns vid tiden en fruktan för att en generalstrejk var en del av en kommunistisk sammansvärjning. Den 25 september 1925 tillkännagav Storbritanniens inrikesminister William Joynson-Hicks genom The Times insändarsida ett bildande av en sådan grupp.
OMS skulle komma att ha avdelningar i varje stad och rekrytera individer in till fem kategorier. Fyra av kategorierna fokuserade på mäns fysiska beskaffenhet och ålder och den femte var till för kvinnor, som var tänkta att arbeta i yrken som inte var fysiskt krävande.
I organisationens ledning satt flera höga militärer, bland annat Lord Jellicoe. Syftet var att ge organisationen en militär disciplin och inge förtroende hos allmänheten. Organisationens ledare var Lord Hardinge.

## Reaktion
Reaktionen på bildandet och OMS:s struktur var blandad. Den mycket konservativa tidningen Daily Mail stödde bildandet med entusiasm medan den fördömdes som fascism, inte bara av Storbritanniens kommunistiska parti, utan också av den antikommunistiska tidningen Daily Express som jämförde OMS med Ku Klux Klan och svartskjortorna.
Trots kritiken mot OMS kom organisationen att ha stöd hos somliga lokala polismyndigheter och delar av det Konservativa partiet.

## Generalstrejken 1926
Under generalstrejken 1926 överlämnade OMS sin medlemsmatris till den brittiska statens nyligen utnämnda civil commissioners (regeringens ombud) och blev en statlig organisation. OMS hade 100 000 registrerade medlemmar när strejken utbröt. Många tillhörde medelklassen och var villiga att utföra det fysiska arbetet vid järnvägar och hamnar trots att de saknade kompetens. OMS producerade tidningen British Gazette vilken var en pro-statlig nyhetstidning under strejken.

## OMS och fascism
British Fascisti (BF), som skötte transport och kommunikationsenheterna som skulle användas i händelse av en strejk, gav OMS en organisationsstruktur, men i början rådde det en osäkerhet på regeringsnivå ifall man skulle låta BF-medlemmar att ansluta sig till OMS på grund av rädslan för potentiellt revolutionära natur. Till slut fick BF ansluta sig ifall de gjorde avkall på fascismen och sitt organisationsnamn. Förslaget ogillades av en majoritet i organisationens kommitté under ledning av Rotha Lintorn-Orman. Minoritetsfraktionen ledd av brigadgeneralen R. B. D. Blakeney och Konteramiralen A. E. Armstrong lämnade BF och bildade en ny grupp, Loyalists, som inordnades i OMS så snart som strejken utbröt.
Oavsett problemen för BF att ansluta sig till OMS kom fascister att få höga inom organisationen. BF-medlemmen och senare grundaren av National Fascisti Colonel Ralph Bingham arbetade tillsammans med Peter Howard, publicist för ett fascistiskt magasin i Ukraina och senare medlem av New Party, om att sköta en OMS-depå under strejken. En annan viktig OMS-medlem under strejken var BF-medlemmen Neil Francis Hawkins, senare en ledande person inom både British Union of Fascists och Union Movement.